# 한왕용
한왕용(韓王龍, 1966년 7월 17일 ~ )은 히말라야 8000미터급 14좌를 세계에서 11번째, 국내에서 3번째로 완등한 대한민국 산악인이다.

## 학력
- 군산동고등학교
- 우석대학교

## 등반
한왕용은 1994년 초오유(8,201m) 등정을 시작으로 2003년 브로드피크(8,047m)까지 9년간 히말라야 8000미터 거봉 14좌를 완등했다. 그는 14좌 완등의 꿈을 이룬 후 다른 산악인들처럼 등반가의 길을 걷지 않고 히말라야 거봉을 청소하는 클린 등반을 이끌고 있다. 대한산악연맹 환경보전이사, (주)콜핑 홍보이사 등을 맡고 있다.